# Ibramowice
Ibramowice – wieś w Polsce, w województwie małopolskim, w powiecie proszowickim, w gminie Pałecznica.
W latach 1975–1998 miejscowość administracyjnie należała do województwa kieleckiego.
Integralna część miejscowości: Hektary.
W 1875 w Ibramowicach urodził się Bronisław Koszutski.